# スティーヴン・オデイ
スティーヴン・ピウス・オデイ（英語: Stephen Pius Odey、1998年1月15日 - ）は、ナイジェリアのサッカー選手。ナイジェリア代表。ポジションはFW。

## クラブ歴
中学校時代には主将としてGT銀行ラゴス州杯に臨み優勝した経歴がある。優秀選手13人にも選出され、他23人の生徒とともにアーセナルFCでコーチを務めたマーク・エリスの下でキャンプを行った。
2016年にMFM FCに加入すると、2015-16シーズンに得点王に輝いた。2017年1月に選手としては自身初となるハットトリックを達成。同月と3月に月間最優秀選手賞を受賞した。
2017年10月4日にFCチューリッヒに完全移籍。2019年6月28日に5年契約でKRCヘンクに完全移籍。
2020年9月11日、アミアンSCにレンタル移籍。
2021年8月31日、ラナースFCに買取オプション付きでレンタル移籍。2021年11月21日に買取オプションが行使され、完全移籍となった。

## 代表歴
2017年8月13日に行われたベナン代表戦でトーマス・ゼンケに代わって投入されて代表初出場。